# Leistungszahl
Die Leistungszahl {\displaystyle \varepsilon } (abgekürzt LZ), bekannt auch unter den englischen Bezeichnungen Energy Efficiency Ratio (kurz EER, {\displaystyle \varepsilon _{\mathrm {KA} }}) für mechanische Kälteanlagen bzw. Heizzahl (englisch coefficient of performance, kurz COP (manchmal CP, CoP), {\displaystyle \varepsilon _{\mathrm {WP} }}) für mechanische Wärmepumpen, ist das Verhältnis von erzeugter Kälte- bzw. Wärmeleistung zur eingesetzten elektrischen Leistung.
Sie ist abzugrenzen vom Wärmeverhältnis {\displaystyle \beta } für thermische Wärmepumpen bzw. {\displaystyle \beta _{0}} für thermische Kälteanlagen, das sich nicht auf die eingesetzte mechanische Leistung, sondern auf den eingesetzten Antriebswärmestrom {\displaystyle {\dot {Q}}_{\mathrm {B} }} bezieht.
Die Leistungszahl ist abhängig vom Betriebspunkt, weshalb die Angabe der Leistungszahl allein nicht ausreicht. So erreicht z. B. eine Wärmepumpe mit geringer Temperaturdifferenz eine hohe Effizienz bzw. hohe Leistungszahl, während eine Luft/Wasser-Wärmepumpe zur Gebäudeheizung gerade im Winter nur eine niedrige Leistungszahl aufweist. Speziell zur Klimatisierung wurden daher mehrere Leistungszahlen definiert, die die Teillast und auch klimatische Einflüsse berücksichtigen.
Das Mittel über ein Jahr bei einer Wärmepumpenheizung wird Jahresarbeitszahl (JAZ) genannt. Sie ähnelt dem SCOP (Seasonal COP) bei Wärmepumpen beziehungsweise SEER (Seasonal Energy Efficiency Ratio) in Bezug auf Kältemaschinen. Die JAZ wird im Gegensatz zum SCOP nicht im Labor, sondern unter realen Bedingungen individuell ermittelt. Die JAZ berücksichtigt somit evtl. weitere Systemkomponenten wie außen liegende Umwälzpumpen und wird z. B. durch das Nutzerverhalten, die Klimazone beeinflusst.

## Wärmepumpen
Bei elektrischen Wärmepumpen (WP) mit Kältemittel gibt die Leistungszahl bzw. COP das Verhältnis der abgegebenen Heizleistung einer Wärmepumpe zur aufgewendeten elektrischen Leistung des Verdichters an. Eine Leistungszahl von z. B. 4,2 bedeutet, dass von der eingesetzten elektrischen Leistung des Kompressors das 4,2-fache dieser eingesetzten elektrischen Leistung in Form von Wärmeleistung bereitgestellt wird. Anders formuliert, kann mit dieser Wärmepumpe bei einem Kilowatt elektrischer Leistung 4,2 kW Wärmeleistung zur Verfügung gestellt werden.
Für eine Wärmepumpe mit der Heizleistung {\displaystyle {\dot {Q}}_{\mathrm {H} }} ist die Leistungszahl definiert als:
{\displaystyle \varepsilon _{\mathrm {WP} }={\frac {{\dot {Q}}_{\mathrm {H} }}{P_{\mathrm {el} }}}}
Bei adiabater Betrachtung der Wärmepumpe ist die Heizleistung {\displaystyle {\dot {Q}}_{\mathrm {H} }} die Summe aus der extern aufgenommenen Wärmeleistung {\displaystyle {\dot {Q}}_{\mathrm {u} }} (z. B. aus tiefer, warmer Erdsonde) und der elektrischen Leistung {\displaystyle P_{\mathrm {el} }} des Kompressors der Wärmepumpe, womit die Leistungszahl damit definitionsgemäß größer als eins ist. Aber erst bei Leistungszahlen bzw. Jahresarbeitszahlen, die größer als der Primärenergiefaktor des verwendeten Stroms sind, kann der Einsatz einer Wärmepumpe wirtschaftlich und ökologisch sinnvoll sein.
{\displaystyle \varepsilon _{\mathrm {WP} }={\frac {{\dot {Q}}_{\mathrm {u} }+P_{\mathrm {el} }}{P_{\mathrm {el} }}}=1+{\frac {{\dot {Q}}_{\mathrm {u} }}{P_{\mathrm {el} }}}}.
Der Carnot-Wirkungsgrad für eine reversible Wärmepumpe mit der absoluten Verdampfungstemperatur {\displaystyle T_{\text{min}}} (niedrigere Temperatur, bei der das Medium bei geringem Druck Wärme aufnimmt) und der Verflüssigungstemperatur {\displaystyle T_{\text{max}}} (höhere Temperatur, bei der das verdichtete Medium Wärme bei höherem Druck abgibt) beträgt:
{\displaystyle \eta _{c}={\frac {T_{\text{max}}-T_{\text{min}}}{T_{\text{max}}}}=1-{\frac {T_{\text{min}}}{T_{\text{max}}}}<1}
Der reziproke Wert des Carnotfaktors stellt somit den Grenzfall für die erreichbare Leistungszahl dar:
{\displaystyle \varepsilon _{\mathrm {WP} }<{\frac {1}{\eta _{c}}}={\frac {T_{\text{max}}}{T_{\text{max}}-T_{\text{min}}}}}

## Kälteanlagen
Die Leistungszahl von Kälteanlagen (KA) gibt das Verhältnis der resultierenden Kälteleistung {\displaystyle {\dot {Q}}_{0}} zur eingesetzten elektrischen Leistung an:
{\displaystyle \varepsilon _{\mathrm {KA} }={\frac {{\dot {Q}}_{0}}{P_{\mathrm {el} }}}}
Für reale Kraftwärmemaschinen gilt analog, dass das EER kleiner ist als der COP des Carnotprozesses abzüglich 1:
{\displaystyle \varepsilon _{\mathrm {KA} }={\frac {{\dot {Q}}_{0}}{{\dot {Q}}_{\mathrm {H} }-{\dot {Q}}_{0}}}<{\frac {T_{\text{min}}}{T_{\text{max}}-T_{\text{min}}}}={\frac {1}{\eta _{\mathrm {c} }}}-1}
Daraus folgt, dass bei kleinen Temperaturdifferenzen hohe COP bzw. EER erreichbar sind. Im Bereich der Klimatisierung mit geringer Differenz zwischen der Temperatur der gekühlten Luft und der Umgebung sind beispielsweise Leistungszahlen bis 7 erreichbar.

## Zusammenhang zwischenεKAundεWP
Bei der Wärmepumpe ist die Heizleistung die Summe aus der vom kalten Reservoir (Umgebung) aufgenommenen Wärmeleistung und der technischen Arbeit, sodass gilt:
{\displaystyle \varepsilon _{\mathrm {WP} }={\frac {{\dot {Q}}_{\mathrm {H} }}{P_{\mathrm {el} }}}={\frac {{\dot {Q}}_{0}+P_{\mathrm {el} }}{P_{\mathrm {el} }}}=\varepsilon _{\mathrm {KA} }+1}